# Basilique Santa Maria Nuova d'Abbiategrasso
La basilique Santa Maria Nuova est une basilique située dans la ville d'Abbiategrasso, dans la province italienne de la Lombardie.

## Historique
La basilique, construite en 1388 à l'occasion de la naissance du fils de Jean Galéas Visconti dans la ville, possède quatre façades Renaissance avec le grand arc du porche (1497) resté inachevé, par Bramante et qui représente la dernière œuvre réalisée par le maître lombard. 
Devenue le principal centre religieux de la ville dès le XIVe siècle, elle n'est devenue le siège de la paroisse que depuis 1578, lors d'une visite de Charles Borromée. Avec ce nouveau statut, la structure a varié au cours des siècles, en particulier le vestibule, une nouvelle sacristie  a été construite au XVIIIe siècle du côté nord du chœur.
Les modifications internes du bâtiment, réalisées en 1740, maintenant attribués à Francesco Croce, ont  mis en place un agencement de la nef typiquement baroque. Sur les côtés de l'église, à la même période, cinq chapelles ont été construites.
Le XIXe siècle a apporté de nouvelles rénovations, en particulier dans la décoration des plafonds voûtés et ornés de fresques et, plus particulièrement, des balustrades et des sols en marbre.
L'église a été la bénéficiaire d'un long processus de restructuration qui a commencé en 1987 et s'est terminée trois ans plus tard, en 1990.